# Arroz branco

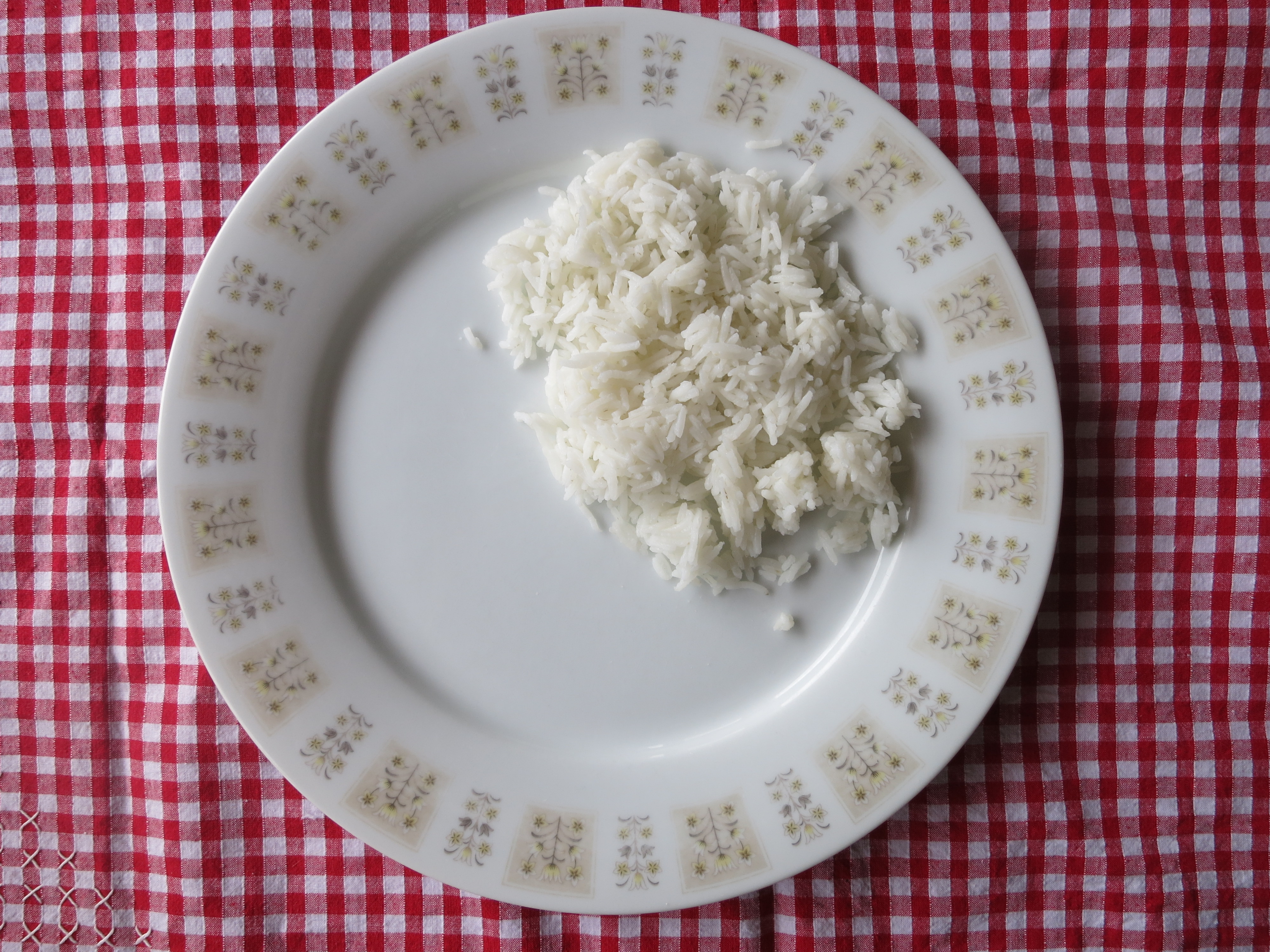
Arroz branco cozido

Arroz branco é o arroz que teve a sua casca, farelo e germe removido. Isso altera o sabor, a textura e a aparência do arroz e ajuda a evitar a deterioração, além de prolongar sua vida útil. Após a moagem, o arroz é polido, resultando em uma semente com uma aparência brilhante e branca.
Os processos de moagem e polimento removem os nutrientes. Uma dieta à base de arroz branco não enriquecido deixa muitas pessoas vulneráveis à doença neurológica beribéri, devido à deficiência de tiamina (vitamina B 1 ). O arroz branco é muitas vezes enriquecido com alguns dos nutrientes retirados durante o processamento. O enriquecimento de arroz branco com B 1, B 3 e ferro é exigido por lei nos Estados Unidos. Tal como acontece com todos os alimentos naturais, a composição nutricional precisa do arroz varia ligeiramente dependendo da variedade, condições do solo, condições ambientais e tipos de fertilizantes.
Adotado sobre o arroz integral na segunda metade do século XIX, porque foi favorecido pelos comerciantes, o arroz branco levou a uma epidemia de beribéri na Ásia.
Em vários momentos, a partir do século XIX, o arroz integral e arroz selvagem têm sido defendidos como alternativas mais saudáveis. O farelo de arroz integral contém fibras alimentares significativas e o germe contém muitas vitaminas e minerais.
Tipicamente, 100 gramas de arroz cru produzem cerca de 240 a 260 gramas de grãos cozidos, sendo a diferença de peso devida à água de cozimento absorvida.

## Arroz de moagem
Antes da moagem mecânica, o arroz era moído por uma técnica de punção manual com um grande dispositivo de almofariz e pilão. Algumas versões desta uniformidade melhorada do produto, mas com a moagem mecânica, quantidades muito maiores puderam ser produzidas.  No final do século XIX, máquinas diferentes foram produzidas como a Huller & Sheller Mills (1870) e a Engleberg Milling Machine (1890). Em 1955, novas máquinas haviam sido desenvolvidas no Japão, que melhoraram significativamente a qualidade e a capacidade de produção.